# Q Concert (1980)
Q Concert è un mini-LP in studio di Ivan Graziani, Ron e Goran Kuzminac, pubblicato nel 1980 dalla RCA Italiana.

## Descrizione
Nel 1980 la RCA Italiana scelse i tre cantautori per promuovere l'allora nuovo formato Qdisc lanciato dall'etichetta stessa. La collaborazione tra i tre diede vita al brano inedito Canzone senza inganni. Gli altri tre brani contenuti nel disco provengono dai rispettivi repertori come solisti ma in versioni diverse da quelle già pubblicate da ciascuno, tutte nel 1980: Dada di Graziani (album: Viaggi e intemperie), Io ti cercherò di Ron (album: Una città per cantare) e Tempo di Kuzminac (album: Ehi ci stai).
A questo Q disc farà seguito una tournée congiunta dei tre artisti; di essa, Kuzminac ha messo ha disposizione sul suo canale YouTube l'unica testimonianza video, il concerto al Teatro Ariston di Campobasso del 1981.

## Tracce
Lato A
1. Canzone senza inganni – 6:08 (Ron, Ivan Graziani, Goran Kuzminac)
2. Dada – 5:18 (Ivan Graziani)

Lato B
1. Io ti cercherò – 4:41 (testo: Lucio Dalla – musica: Ron)
2. Tempo – 4:29 (Goran Kuzminac, Shel Shapiro)

## Formazione
- Ron – voce, pianoforte, cori
- Ivan Graziani – voce, chitarra elettrica e acustica
- Goran Kuzminac – voce, chitarra acustica, cori
- Gilberto Rossi – batteria (traccia 1)
- Dino Kappa – basso (traccia 1)
- Fabio Liberatori – tastiera e sintetizzatore (tracce 1 e 3)
- Derek Wilson – batteria (traccia 2)
- Piero Montanari – basso (traccia 2)
- Mauro Berardi – batteria (traccia 3)
- Sergio Portaluri – basso (tracce 3 e 4)
- Bruno Salmoni – chitarra elettrica (traccia 3)
- Sergio Mocher-Sivi – batteria (traccia 4)
- Carlo Pennisi – chitarra elettrica (traccia 4)